# Hukedicht

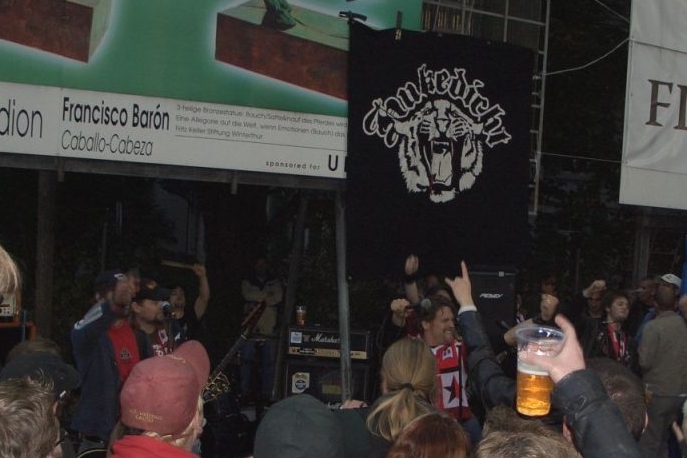
Hukedicht während eines Halbzeitkonzerts in der Bierkurve im Stadion Schützenwiese des FC Winterthur. Es war ihr zweitletzter Auftritt vor ihrer Auflösung 2006.

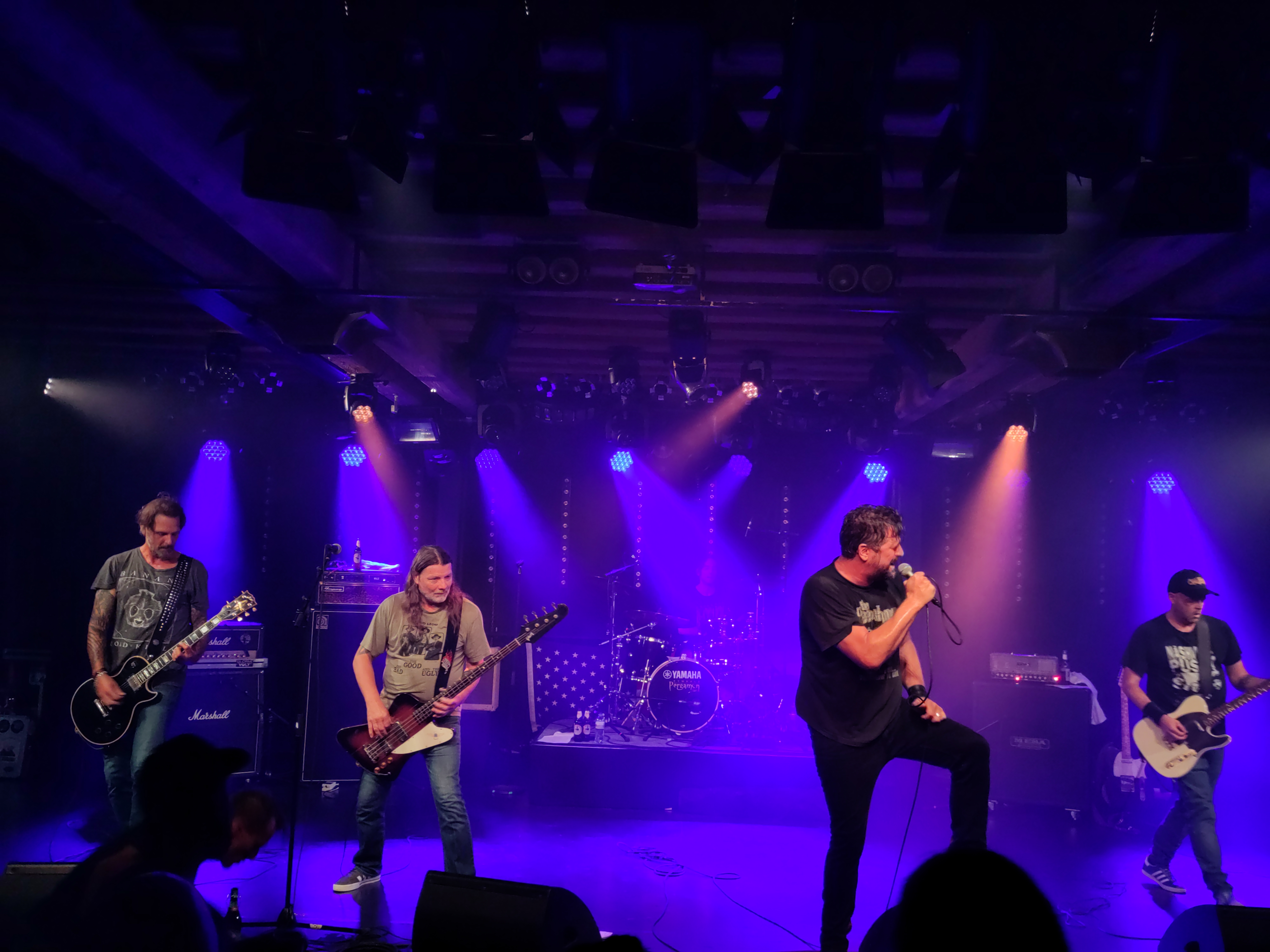
Hukedicht an einem Konzert am 15. September 2023 im Salzhaus.

Hukedicht ist eine Schweizer Punkrockband aus Winterthur. Die Band wurde 1994 gegründet und war vor allem zwischen 1999 und 2006 aktiv.

## Geschichte
Zwischen 1994 und 2006 gehörte die Band zur Punkrock-Szene und gab regelmässig Konzerte in der Schweiz, in Deutschland, Holland und anderen europäischen Ländern. Insgesamt spielten sie während dieser Zeit in über 200 Konzerten. Der Stil der Band ist ein harter, gitarrenbetonter Punkrock ohne Zuhilfenahme von digitalen Hilfsmitteln wie Synthesizern; die Lieder sind alle auf Englisch geschrieben.
Nach ihrer ersten Demo-CD It's a Hula Hula Burnout im Jahr 2000, das eigentlich selbst schon ein Album ist, kam ein Jahr darauf mit Turbo Charged Understatement ihr erstes richtiges Album raus. Zum Titel «Two Bottles of Rum», in dem Rams, Frontmann der 1978 gegründeten Punkband The Bucks, ein Gastspiel hat, existiert auch ein Musikvideo. Nachdem Hukedicht 2002 eine Split-Vinyl mit Admiral James T. veröffentlicht hatte, erschien im Jahr darauf ihr letztes eigenständiges Album unter dem Titel United Horror of Rock ’n’ Roll. Darauf ist zu einem der Titel «Son of a Gun» mit William White und zum anderen «Hard Rock City», eine Hommage an ihre Heimatstadt Winterthur, zu finden.
2005 erschien die letzte Produktion von Hukedicht, eine Split-Album mit Teenage Kings aus Zürich. Auf dieser CD mit dem Namen Fist Fight Story tragen die zwei Bands fünf verschiedene Runden gegeneinander aus um sich am Schluss mit einer Punkversion des Liedes «We Are the World» wieder zu versöhnen.
Da der Sänger der Band, Elvis Trinkel, in die USA auswanderte, veranstaltete Hukedicht eine Abschlussparty am 21./22. Oktober 2006 im Gaswerk in Winterthur, bei dem auch Peter Pan Speedrock spielte. In den USA gründete Trinkel eine Gruppierung namens «Hukedicht USA», die zwischen 2008 und 2012 in Minneapolis MN und Umgebung aktiv war. Zwei Jahre später, am 23. Dezember 2008, gab die alte Hukedicht-Band im Gaswerk nochmals ein Konzert in der originalen Besetzung.
Seit dem 1. Juni 2017 spielt Hukedicht wieder Konzerte. Nach mehreren Konzerten und einem vorläufig letzten Konzert im Kulturzentrum Gaswerk, das von Radio Stadtfilter live übertragen wurde, hat sich Hukedicht am 22. Dezember 2017 erneut aufgelöst. Seit dem 20. Mai 2021 (Back from Hell – Show im Kater Zürich) gibt die Band in einer leicht angepassten Formation wieder einzelne Konzerte.

## Diskografie
Die Band gab drei Alben heraus und veröffentlichte zwei Splits:

### Alben
- 2000: It's a Hula Hula Burnout (Album, DEMO-CD)
- 2001: Turbo Charged Understatement (Album, CD)
- 2003: United Horror of Rock ’n’ Roll (Album, CD)

### Splits
- 2002: Good vs. Evil (7"-Single, Split-Vinyl mit Admiral James T.)
- 2005: Fist Fight Story (Album, Split-CD mit den Teenage Kings)

### Sampler
- 2001: Keep On Rockin' Gaswerk / Titel: «No sex at All»
- 2002: punx.ch Compilation Chapter One / Titel: «Song about»
- 2003: A Tribute to Eddie Cochran "He's Something Else" / Titel: «Nervous Breakdown»
- 2004: Infected (Bike-DVD) / Titel: «Wild Wild Race»
- 2004: Swiss Punk Sampler! / Titel: «Hole in One»
- 2005: Swiss Rocks / Titel: «I Wanna Go Go»
- 2006: Bierkurve im Halbfinal (Kurzdokumentation) / Titel: «Hard Rock City» (erste Strophe und Refrain)
- 2010: Winti Kickt Winti Rockt / Titel: «Hard Rock City»

## Belege
1. ↑  Konzertliste der Band, die einst auf ihrer offiziellen Seite zu finden war; heute kann sie noch auf ihrer Facebook-Seite eingesehen werden: